# Space Panic
Space Panic é um arcade de 1980 desenhado pela Universal. Chris Crawford o chama de o primeiro jogo de plataforma, uma vez que pré-data Donkey Kong da Nintendo (de 1981) que é frequentemente citado como o jogo de plataforma original. Space Panic não possui a mecânica de pulo de Donkey Kong, desqualificando-o como plataforma para algumas pessoas. O personagem principal cava buracos nas plataformas aos quais ele deve atrair os alienígenas para dentro. Ele deve então atingí-los para mandá-los para fora do buraco e da tela. Nos níveis posteriroes, dois buracos devem ser feitos em linhas verticais a fim de se livrar dos alienígenas. Também há suprimento limitado de oxigênio.
A inspiração para Space Panic veio de Heiankyo Alien, um jogo de 1979 que incluía mecânicas de labirintos, escavação e criação de armadilhas. Esse jogo também serviu de inspiração para Pac-Man, lançado no ano seguinte. O jogo da Universal manteve a temática espacial e a mecânica de armadilhas, mas alterou a perspectiva, trocando a visão superior por uma lateral. As escadas foram introduzidas como elementos de exploração, permitindo a movimentação do jogador e dos inimigos.
A Universal produziu 52 máquinas sob sua marca desde 1977. Durante o período em que Space Panic foi desenvolvido, a empresa também lançou outros títulos, como Alien Invader, Cosmic Guerilla, Cosmic Monsters, Limbo, Get A Way, Magical Spot II, Magical Spot, Cheeky Mouse, Cosmic Alien e Devil Zone.

## Jogabilidade
O objetivo do jogo é eliminar todos os inimigos e completar o nível. Para isso, o jogador deve destruir as plataformas com um martelo, fazendo com que os inimigos fiquem presos e sejam eliminados. Após a destruição, a plataforma é reconstruída e o jogador pode continuar até concluir o nível.
A reconstrução das plataformas é importante, pois não há mecânica de pulo no jogo, o que serviria de base para Donkey Kong, lançado um ano depois. Em Space Panic, o personagem só pode se mover para a direita e para a esquerda, além de subir e descer escadas. O jogo termina quando o jogador é atingido ou quando o oxigênio acaba, funcionando como um cronômetro.
Após eliminar todos os inimigos, o próximo nível começa, com inimigos mais rápidos e fases mais difíceis. O jogo continua até que todas as vidas do jogador se esgotem.

##### Truques, Bugs e Easter Eggs
Uma maneira interessante de derrotar os aliens é alinhar dois ou mais deles em buracos e, em seguida, fazer com que o de cima caia sobre os outros. Todos morrem, mesmo que alguns não tenham caído a distância normalmente exigida (vermelho: 2 andares, branco: 3 andares). Também é possível matar dois ao deixar um cair sobre o outro.
Um erro no jogo ocorre quando o alien consegue saltar sobre o buraco caso o personagem esteja um pouco fora da posição. Outra técnica é atrair um alien para perto, virando o personagem para a esquerda e levantando uma perna; um alien geralmente irá seguir essa posição e atacar. Quando os aliens saem após a primeira rodada, suas cores mudam: o azul se torna vermelho e o vermelho se torna branco, o que torna o jogo mais difícil, exigindo mais cuidado na colocação dos buracos.

## Desenvolvimento
A equipe de desenvolvimento de Space Panic contou com Kazutoshi Ueda, que mais tarde trabalhou no design dos jogos Lady Bug (1981) e Mr. Do! (1982) para a Universal, e posteriormente em Bomb Jack (1984) e Tehkan World Cup (1985) para a Tehkan (mais tarde conhecida como Tecmo).

## Sucesso
No Japão, Space Panic foi um sucesso comercial, figurando como o 14º jogo de arcade mais lucrativo de 1981, empatada com Scramble e Jump Bug. Já na América do Norte, o jogo não teve bom desempenho comercial. A revista Electronic Games de 1983 atribuiu essa falha à inovação de seus conceitos para o público, destacando que "não só foi a primeira game de escalada, mas também a primeira sobre escavação. Isso foi um grande desafio para os jogadores em um jogo novo. Não estou exagerando ao dizer que as 'escadas' eram difíceis demais para o jogador médio". O tempo médio de jogo foi de 30 segundos.